# دانيال دال بو
دانيال دال بو (بالإسبانية: Daniel Alfredo Dal Bo) هو راكب الكنو أرجنتيني، ولد في 8 سبتمبر 1987 في كوالكواي ‏ في الأرجنتين.

## وصلات خارجية
- دانيال دال بو على موقع أوليمبيديا (الإنجليزية)
- دانيال دال بو على موقع اللجنة الأولمبية الأرجنتينية (الإسبانية)